# Драйден (Онтаріо)
 Драйден  (англ. Dryden) — містечко (65,31 км²) в провінції Онтаріо у Канаді у регоні Кенора.
Місто налічує 8 195 мешканців (2006) (125,7/км²).